# Parafia św. Michała Archanioła w Pilczycy
Parafia św. Michała Archanioła w Pilczycy – jedna z 11 parafii rzymskokatolickich dekanatu radoszyckiego diecezji radomskiej.

## Historia
- Pilczyca od XV w. stanowiła własność rodową Pilczyckich, potem Łąckich z Nadola i Zarembów. W XIX w. należała do hrabiego Tomasza Zamoyskiego. Franciszek Zaremba, komornik ziemi sieradzkiej, otrzymał od króla Augusta III w 1761 przywilej założenia miasta Pilczyca, jednakże nigdy nie był on zrealizowany. Parafia została erygowana przed 1325 i z tego okresu pochodził pierwotny drewniany kościół pw. św. Michała Archanioła, zapewne kilkakrotnie stawiany na nowo. Rozebrano go w 1848. W latach 1851–1859 zbudowano kościół murowany, który poświęcił w 1859 ks. Józef Urbański, dziekan konecki. Pożar w 1920 zniszczył tę świątynię. Obecny kościół, według projektu arch. Wacława Borowieckiego z Kielc, wybudowano w latach 1929 - 1960 staraniem ks. Tadeusza Malewskiego i ks. Wacława Kacznorowskiego. Po II wojnie światowej budowę prowadził ks. Wacław Ośka, wieża zaś została zbudowana staraniem ks. Aleksandra Kamińskiego. Konsekracji kościoła dokonał w 1960 bp. Piotr Gołębiowski. Kościół był restaurowany w 1981. Boczna kaplica została wykończona i oddana do użytku w 1997 staraniem ks. Jana Kieczyńskiego. Kościół jest budowlą w stylu neogotyckim, jest zbudowany z kamienia i cegły.

## Zasięg parafii
Do parafii należą wierni z miejscowości: Budzisław, Olszówka Pilczycka, Piaski, Pilczyca, Piskorzeniec, Radwanów, Radwanów-Kolonia, Ruda Pilczycka, Rytlów, Skąpe, Słupia, Wólka, Zagacie i Zaostrów. 

## Proboszczowie
- 1920 - 1929 - ks. Bronisław Szczygielski
- 1929 - 1933 - ks. Tadeusz Malewski
- 1933 - 1938 - ks. Wacław Kocznorowski
- 1938 - 1965 - ks. Wacław Ośka
- 1965 - 1970 - ks. Marian Misiak
- 1970 - 1987 - ks. Aleksander

Kamiński
- 1987 - 1990 - ks. Stanisław Szczypior
- 1990 - 1994 - ks. Marian Karasiński
- 1994 - 2011 - ks. Jan Kieczyński
- 2011 - 2018 - ks. Mieczysław Piasek
- 2018 - 2025 - ks. Dariusz Szambor
- 2025- nadal - ks Tomasz Sztandera (administrator)[2]